# Johannes Sander (Notar)
Johannes Sander (* 14. Juli 1455 in Nordhausen; † 11. August 1544 in Rom) war ein deutscher Notar an der Römischen Rota.

## Leben

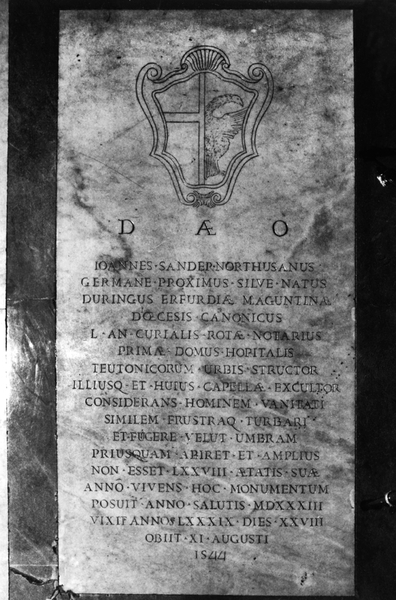
1744 erneuerte Grabplatte des Johannes Sanders

Johannes Sander studierte ab 1476 Rechtswissenschaften an der Universität Leipzig und wandte sich sodann dem geistlichen Stand zu. Nach dem Studium wurde er zwischen 1494 und 1496 Notar an der Römischen Rota und war als solcher bis 1542 fast 50 Jahre in diesem Dienst an der Römischen Kurie tätig. 1506 verfügte er als Inhaber über sechs Vikarien in Nordhausen und Umgebung und wurde 1508 Kanonikus an der Liebfrauenkirche in Erfurt. Sander war Mitglied und ab 1509 unter Wilhelm III. von Enckenvoirt zweiter Provisor der Anima. 1513 wurde er als Nachfolger von Enckenvoirt Provisor-Regens der Anima und übte dieses Amt im Verlauf seines weiteren Lebens mehrfach aus. Er wurde in der Kirche Santa Maria dell’Anima in Rom bestattet. Seine ursprüngliche Grabplatte in dieser Kirche wurde 1744 erneuert und ist als Wappengrabplatte in dieser Form bis heute erhalten.